# Sunbury-on-Thames
Sunbury-on-Thames è una cittadina di 27 415 abitanti della contea del Surrey, in Inghilterra. Prima del 1965, la cittadina faceva parte del Middlesex.
Sunbury-on-Thames è diviso in Sunbury Village, un paesino pittoresco situato sulla riva nord del Tamigi, e Sunbury Cross, dominato per il principio della autostrada M3.
A est di Sunbury-on-Thames c'è un ippodromo, Kempton Park.